# The Way of the Gun
The Way of the Gun (bra: A Sangue Frio) é um filme de suspense norte-americano de 2000, dirigido e escrito por Christopher McQuarrie e estrelado por Ryan Phillippe, Benicio del Toro, Juliette Lewis, Taye Diggs e James Caan.
É o primeiro longa-metragem de McQuarrie, o roteirista que em 1996 levara o Oscar por seu trabalho em The Usual Suspects.